# Antonio Cuevas Delgado
Pour les articles homonymes, voir Cuevas.
Antonio Cuevas Delgado est un homme politique espagnol né le 7 mai 1949  à Puente Genil, dans la province andalouse de Cordoue. Marié, il est père de trois enfants, et exerce la profession d'architecte, ingénieur de construction.
Antonio Cuevas a fait ses études à l'Université de Séville, où il a obtenu un diplôme d'ingénieur en construction. Il a par la suite intégré le Parti socialiste ouvrier espagnol, dont il est membre du comité directeur en Andalousie. Il a également été secrétaire général adjoint du PSOE au Congrès des députés.
Il a été élu pour la première fois au Congrès des députés en 1986, puis a été réélu à six reprises, en 1989, 1993, 1996, 2000, 2004 et 2008. Il occupe actuellement le poste de président de la commission de l'Industrie, du Tourisme et du Commerce, et plaide pour un marché unique de l'énergie au niveau européen. Il siège également à la commission du Logement, et est rapporteur du rapport parlementaire portant sur les relations avec le Conseil de sécurité nucléaire.

## Sources
1. ↑  Source : Telemadrid.com.
2. ↑  Source : "Antonio Cuevas (PSOE) cree que el mercado único energético es una "asignatura pendiente" de Europa", in El economista, 13/09/2006.
3. ↑  Source : Fiche d'Antonio Cuevas Delgado sur le site du Congrès des députés.